# Bronte (Texas)
Pour les articles homonymes, voir Bronte (homonymie).
La ville de Bronte (en anglais [ˈbrɒnt]) est située dans le comté de Coke, dans l’État du Texas, aux États-Unis. Sa population s’élevait à 999 habitants lors du recensement de 2010, estimée à 979 habitants en 2016.

## Source
- (en) Cet article est partiellement ou en totalité issu de l’article de Wikipédia en anglais intitulé « Bronte, Texas » (voir la liste des auteurs).